# Barry (pays de Galles)
Pour les articles homonymes, voir Barry.
Barry (Y Barri en gallois) est une ville du Vale of Glamorgan (Bro Morgannwg en gallois), county borough du pays de Galles. Située à quelques kilomètres de Cardiff, la capitale du pays de Galles, Barry est située sur la côte sud. Il s'agit d'une station balnéaire très fréquentée, avec des atouts tels qu'une plage et le parc d'attractions Barry Island Pleasure Park.
La ville a connu un essor important à la fin du XIXe siècle grâce à sa proximité avec le gisement houiller du pays de Galles et au report d'une partie de l'activité port de Cardiff, saturé, devenant à l'aube de la Première Guerre mondiale le plus important port charbonnier du monde durant quelques années.

## Histoire
Il y a des traces d'occupations à Barry dès le mésolithique sur Barry island, dont les fouilles ont également mis au jour des pierres taillées du néolithique et plusieurs urnes funéraires1.
À l'époque romaine, un domaine agricole était établi à l'emplacement du futur château de Barry. Les édifices religieux du début du Moyen Âge (chapelle Saint Baruc et église Saint Nicolas) comportent des matériaux d'origine romaine réutilisés. En 1980, un édifice romain composé de 22 pièces et caves organisés en quatre rangs autour d'une cour centrale est excavé à Glan-y-môr. On estime qu'il date du troisième siècle et est lié à l'activité maritime.
Barry fut également la cible de raids viking. L'île de Barry est un camp de base attesté de raids vikings en 1087. Les iles du détroit de Bristol Flat Holm et Steep Holm tirent leur nom du vieux norrois holmr (petite île).
En 1871, la population de Barry dépassait à peine les 100 âmes, vivant essentiellement de l'agriculture. La révolution industrielle battait son plein et le développement du port de Cardiff était insuffisant pour faire face à la demande mondiale pour le charbon du pays de Galles (vallée de la Rhondda).
Un consortium se crée au sein de l'industrie minière, menant à la création de la Barry Dock and Railway Company en 1884. Cinq ans plus tard, le premier dock est inauguré et relié à la vallée par le rail. Dès 1893, le manque de capacité du port donne lieu à l'ouverture d'un second dock, alors que l'île de Barry, qui est devenue un lieu de délassement prisé, est desservie par le rail.
Bien équipé, le port de Barry supplantera celui de Cardiff dès 1910 et devient le plus important port houiller du monde en 1913 avec plus de 10 millions de tonnes de charbon transbordés.
À la fin de la guerre, l'industrie d'Europe continentale se reconstruit et les exportations de houille anglaise deviennent moins concurrentielles que celles de France et de Belgique à cause du transfert par bateau. Les vallées continuent à produire mais uniquement pour l'industrie nationale.
Le port tourne au ralenti et la ville mise sur le développement résidentiel et de loisir, notamment avec la construction du Barry Memorial Hall, un complexe culturel, en 1932.
Dans les années 1960, les installations surnuméraires du port de Barry sont utilisées par Dai Woodham, négociant en métaux local, pour y parquer un grand nombre de locomotives à vapeur parfois récentes, mises au rebut dans le cadre de la diéselisation du parc ferroviaire britannique. Le Barry scrapyard est le lieu de pèlerinage des trainspotters, les amateurs de matériel ferroviaire. Woodham donnant priorité au matériel roulant plus facile à éliminer, les locomotives restent en attente, ce qui permet aux associations de préservation qui se créent dans tout le pays de les racheter progressivement.

## Personnalités à la commune
- Elizabeth Phillips Hughes (1851-1925) y est morte
- Alastair Reynolds (1966-) y est né